# Баграт V Великий
Баграт V Диди, или Баграт V Великий (груз. ბაგრატ V დიდი; ум. 1393, Тбилиси, Грузинское царство) — представитель династии Багратионов, царь Грузии с 1360 по 1393 год. Из династии Багратионов.
Во время правления царя Баграта V в Грузию вторглись войска Тамерлана.

## Правление
Сын грузинского царя Давида IX от Синдухтар, дочери самцхийского князя Кваркваре I из рода Джакели. С 1355 года принц Баграт был соправителем отца, после смерти которого в 1360 году стал царём под именем Баграта V; коронация прошла в Кутаиси.
Баграт V пользовался уважением у своих подданных, которые прозвали его Великим. По свидетельствам армянских и греческих летописцев царь был искусным воином и талантливым полководцем.

### Вторжения Тамерлана в Грузию
Заключённый в 1385 году союз с Тохтамышем, ханом Золотой Орды, привёл его к затяжной и тяжелой войне с Тамерланом, эмиром Турана. Царь Баграт V, узнав о возможном нападении Тимура, укрепился в Тбилиси, создав мощные оборонные укрепления.
В конце осени 1386 года огромная армия под командованием последнего вторглась на территорию Грузинского царства. Тамерлан осадил Тбилиси. Большая часть грузинской знати предала своего царя, укрывшись в замках. Баграт V отчаянно сопротивлялся, неоднократно лично участвовал в атаках на вражескую армию, осадившую город. Только наличие у Тамерлана огнестрельного оружия — пушек, помогли ему захватить Тбилиси.
22 ноября 1386 года, после полугодовой осады, город был взят. Тамерлан сдержал обещание и сохранил жизнь царю, царице Анне и царевичу Давиду, но приказал своим воинам разграбить Тбилиси. Баграт V с женой и сыном Давидом были объявлены пленниками эмира. В Самарканд, вместе с богатой добычей, Тамерлан отправил известную библиотеку грузинских царей, утраченную с того времени. Плена избежали старшие сыновья Баграта V. Подданные предложили царевичу Георгию короноваться новым царём, но тот отказался, опасаясь за жизнь отца в плену.
На зимовье армия Тамерлана остановилась на территории Карабаха. Эмир, исповедовавший шиизм, пытался убедить Баграта V отречься от христианства, но царь не желал этого делать, хотя и признал себя вассалом Тамерлана. Наконец, им удалось договориться, что Баграт V примет ислам ханафитского толка, который признавал приоритет разума над верой и разрешал алкоголь, но не вино. После перехода в ислам Тамерлан согласился освободить Баграта V и послал его с двенадцатью тысячами туранских воинов обратно в Грузинское царство для обращения грузин в ислам. Но, как только они оказались на территории Грузинского царства, Баграт V, вместе с сыновьями — царевичами Георгием и Константином и грузинскими воинами, уничтожили туранцев.
Полагая, что на этот раз Баграту V точно не избежать смерти, его вассал — имеретинский князь Александр провозгласил себя независимым правителем и в 1387 году короновался царем Имерети в Гелатском монастыре. Весной 1388 года Тамерлан снова вторгся в Грузинское царство, но не смог заставить грузин подчиниться. Баграту V помогли союзники из Золотой Орды, вторгшиеся в Азербайджан и начавшееся восстание в Иране. Тамерлану пришлось отступить от Тбилиси. В 1389 году, после смерти имеретинского царя Александра, Баграт V сумел восстановить свой сюзеренитет над его преемником. Царь умер в 1393 году, оставив трон старшему сыну от первого брака, который стал новым царём под именем Георгия VII.

## Семья
Первым браком был женат на Елене Комниной, дочери трапезундского императора Василия Великого Комнина. В 1366 году, во время эпидемии чумы, царица Елена умерла, оставив мужу двух сыновей — царевичей Георгия и Давида. В июне 1367 года царь Баграт V женился на Анне Комниной, дочери трапезундского императора Алексея III, которая родила ему сына — царевича Константина и дочь — царевну, выданную замуж за князя Каху Чиджавадзе, после смерти которого она удалилась в монастырь и постриглась в монахини с именем Улумпия. Согласно некоторым источникам, у Баграта V были ещё дети — сын, царевич Давид от царицы Анны и дочь, царевна Тамара от внебрачной связи.